# 1398
1398. је била проста година.

## Догађаји
- Побуна у Србији (1398)  Никола Зојић, српски властелин, господар рудничког краја заједно са Новаком Белоцрквићем је покушао да организује побуну против Стефана Лазаревића, али је побуна откривена пре него што је и почела; Белоцрквић је погубљен, а Зојића и његове заверенике је Радич Поступовић потерао у тврђаву Острвица, где су се утврдили. Посредством књегиње Милице, сукоб је заустваљен, а Зојић је са породицом морао да се замонаши.

### Децембар
- 18. децембар — Монголски војсковођа Тамерлан заузео је индијски град Делхи.